# William J. Baerg
 (mars 2013).
Si vous disposez d'ouvrages ou d'articles de référence ou si vous connaissez des sites web de qualité traitant du thème abordé ici, merci de compléter l'article en donnant les références utiles à sa vérifiabilité et en les liant à la section « Notes et références ».
William J. Baerg est un zoologiste américain, né le 24 septembre 1885 à Hillsboro dans le Kansas et mort le 14 avril 1980 à Fayetteville dans l'Arkansas.

## Biographie
Ses parents Johann et Hildebrand sont venus de Russie en 1874. Avant-dernier d’une fratrie de sept enfants, il quitte l’école à quatorze ans pour aider son père sur sa petite exploitation agricole. Après avoir suivi une préparation, il reprend des études au Tabor College (en) d’Hillsboro début 1908 et travaille durant l’été. Après son diplôme en 1911, il entre à l’université du Kansas, où il commence à étudier les orthoptères deux ans plus tard. En 1915, il entre à l’université Cornell mais quitte celle-ci avant d’avoir soutenu son doctorat pour prendre la tête du département d’entomologie de l’université de l'Arkansas. C’est à cette époque qu’il commence à s’intéresser aux arachnides.
C’est pour ses premières publications, en 1920-1921, qu’il adjoint à son nom l’initiale J. bien qu’il ne possédât qu’un seul prénom. Il se fait remplacer à son poste durant une année, le temps de préparer sa thèse à Ithaca, qu’il soutient en 1922. Outre l’étude des insectes et des arachnides, il s’intéresse aussi aux oiseaux et fait paraître un guide ornithologique sur la faune aviaire de l’Arkansas (1931, réédité en 1951). Il se marie avec Eloise Farris le 27 juillet 1931. Il fait de nombreux voyages scientifiques : Europe (1929, 1931), Panama (1924, 1936), Jamaïque (1951-1952), Mexique (1954-1955).
Après son départ à la retraite en 1951, Baerg continue ses recherches notamment sur les arachnides venimeux. À quatre-vingt-cinq ans, il n’hésite pas à se porter volontaire pour connaître la toxicité chez l’être humain du venin de Cheiracanthium inclusum (en). Il lègue sa riche bibliothèque à l’université de l’Arkansas. Il est l’auteur de soixante-quinze publications, dont vingt dédiées aux arachnides.